# Akodon
Akodon is een geslacht van knaagdieren uit de geslachtengroep Akodontini dat voorkomt in Zuid-Amerika. Het is een zeer soortenrijk geslacht, met bijna 50 soorten. Deze muizen zijn ook zeer algemeen, hoewel ze niet in geheel Zuid-Amerika voorkomen.

## Kenmerken
Deze muizen worden 8 tot 14 cm lang. De staart is 5 tot 10 cm lang. Ze lijken op woelmuizen, doordat ze een gedrongen lichaam en korte benen en staarten hebben. Hun vacht is van boven grijs of bruin en van onder grijs of wit. Een Akodon-soort, nog zonder naam, uit Mato Grosso heeft met 10 chromosomen een van de laagste chromosomenaantallen (2n) van alle knaagdieren (ook de kamrat Ctenomys steinbachi heeft 2n=10). Er is zelfs een exemplaar gevonden met 2n=9 door het ontbreken van één X-chromosoom.

## Habitat
De meeste soorten leven in grasvlaktes en pampa's en in de lagere delen van de Andes. In het regenwoud komen ze (vrijwel) niet voor. Ze eten hoofdzakelijk planten, maar ook insecten.

## A. azarae
A. azarae, een zeer algemene soort in het oosten van Zuid-Amerika, is zeer goed bestudeerd. Zijn draagtijd bedraagt 22 dagen. Er worden tweemaal per jaar jongen geboren, gemiddeld 3,5 per worp. Ze worden zeven tot twaalf maanden oud, maar in de herfst geboren muizen leven langer dan in de lente geboren exemplaren. Net als andere soorten kan A. azarae hantavirussen overdragen en het dier geldt daarom als schadelijke soort.

## Taxonomie
De grenzen van het geslacht Akodon zijn lange tijd onderwerp van controverse geweest. Een aantal geslachten - Deltamys, Necromys, Thalpomys, Thaptomys en Abrothrix - werd tot voor kort ook in Akodon geplaatst. Van deze geslachten wordt Abrothrix nu in een andere geslachtengroep, de Abrotrichini, geplaatst; de andere geslachten worden als de nauwste verwanten van Akodon gezien. De soort Akodon serrensis blijkt moleculair ook sterk van de overige soorten te verschillen en moet in een apart geslacht worden geplaatst.
De naam Microxus, met als typesoort Akodon mimus, is vaak gebruikt voor een apart geslacht omdat de soort Akodon bogotensis, traditioneel in Microxus geplaatst, zo van Akodon zou afwijken. Omdat A. mimus duidelijk een Akodon is, wordt dat tegenwoordig echter niet meer gedaan; de mogelijkheid dat A. bogotensis (en zijn zeldzame verwant A. latebricola) een apart geslacht verdienen blijft echter open. Twee andere namen, Chalcomys en Hypsimys, zijn wel voor ondergeslachten van Akodon gebruikt, maar de aparte status van de soorten in die ondergeslachten wordt niet ondersteund door cladistische onderzoeken.
Het geslacht omvat de volgende soorten:
- Akodon aerosus
- Akodon affinis
- Akodon albiventer
- Akodon angustidens†
- Akodon azarae
- Akodon baliolus
- Akodon boliviensis
- Akodon budini
- Akodon caenosus
- Akodon clivigensis†
- Akodon cursor
- Akodon dayi
- Akodon diauarum
- Akodon dolores
- Akodon fumeus
- Akodon iniscatus
- Akodon johannis†
- Akodon josemariarguedasi
- Akodon juninensis
- Akodon kadiweu
- Akodon kofordi
- Akodon kotosh
- Akodon lindberghi
- Akodon lorenzinii†
- Akodon lutescens
- Akodon mimus
- Akodon mollis
- Akodon montensis
- Akodon mystax
- Akodon oenos
- Akodon orophilus
- Akodon paranaensis
- Akodon pervalens
- Akodon philipmyersi
- Akodon polopi
- Akodon reigi
- Akodon sanctipaulensis
- Akodon siberiae
- Akodon simulator
- Akodon spegazzinii
- Akodon subfuscus
- Akodon surdus
- Akodon sylvanus
- Akodon toba
- Akodon torques
- Akodon varius

Akodon · Bibimys · Blarinomys · Brucepattersonius · Castoria · Dankomys† · Deltamys · Gyldenstolpia · Juscelinomys · Kunsia · Lenoxus · Necromys · Oxymycterus · Podoxymys · Scapteromys · Thalpomys · Thaptomys